# Deborrea
Deborrea is een geslacht van vlinders van de familie zakjesdragers (Psychidae).

## Soorten
- D. cambouei (Oberthür, 1922)
- D. griveaudi Bourgogne, 1982
- D. humberti Bourgogne, 1984
- D. malgassa Heylaerts, 1884
- D. robinsoni Bourgogne, 1964
- D. seyrigi Bourgogne, 1984